# Habo (Ort)
Habo ist ein Ort (tätort) mit etwa 7000 Einwohnern in der schwedischen Provinz Jönköpings län und in der historischen Provinz Västergötland.
Der Hauptort der gleichnamigen Gemeinde liegt an der Eisenbahnstrecke Nässjö–Falköping sowie am Westufer des Vättern, einige Kilometer nördlich von Jönköping.

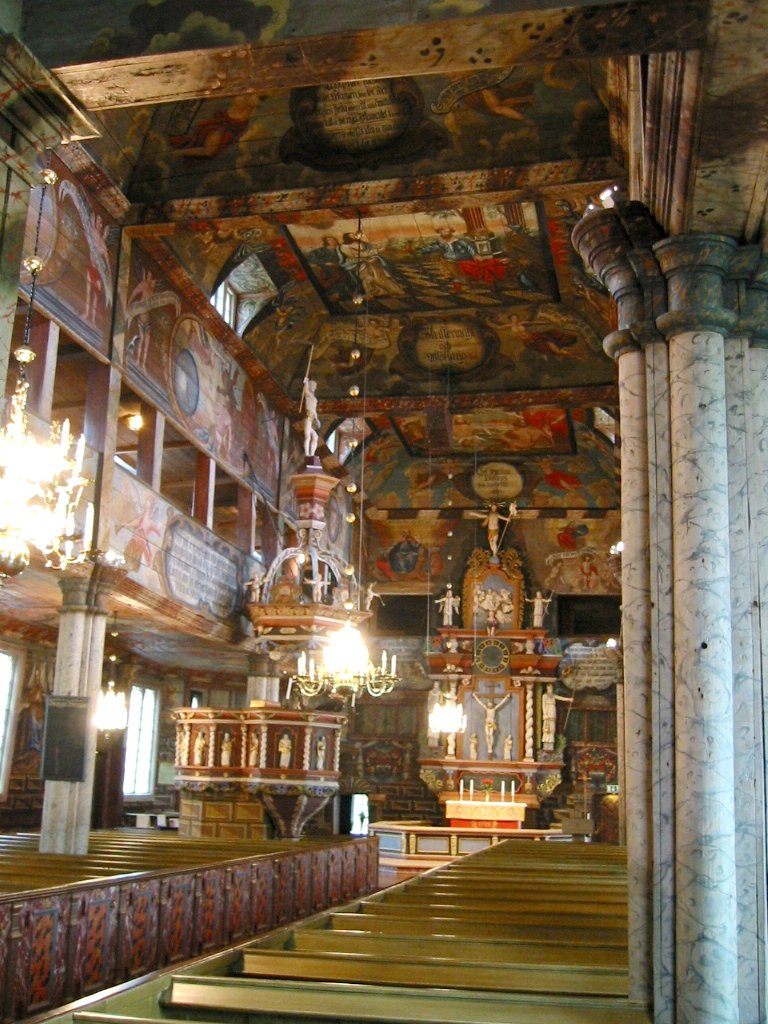
Innenansicht der Kirche von Habo

## Kirche von Habo
Die Kirche von Habo liegt nicht direkt im Ort, sondern etwas westlich landeinwärts, und ist eine der Sehenswürdigkeiten. Sie ist eine Holzkirche und erhielt ihr heutiges Aussehen 1723. Das Besondere an der Kirche ist, dass sie an eine Kathedrale erinnert, obwohl sie vollkommen aus Holz ist. Sie hat ein hohes Mittelschiff und zwei niedrigere Seitenschiffe. Die Malereien stammen aus der Zeit zwischen 1741 und 1743 von zwei Malern aus Jönköping, Johan Kinnerus und Johan Christian Peterson. Sie zeigen Luthers Zusammenfassung der christlichen Lehre.

## Persönlichkeiten
- Klas Särner (1891–1980), Turner